# Hans-Georg Riediger
Hans-Georg Riediger ist ein deutscher Bauingenieur.

## Leben
Ab 1993 war Hans-Georg Riediger Professor an der Hochschule Biberach. Später wurde er zudem Dekan des Studienganges Bauingenieurwesen an der Hochschule Biberach.
Er unterrichtete dort die Fachgebiete Baubetrieb, Arbeitsstudien/REFA, Baubetriebstechnik, Bautechnik sowie Arbeitsschutz. Riediger hielt an der Hochschule auch in den Studiengängen Bau-Projektmanagement und Betriebswirtschaft gemeinsame Vorlesungen. In der Hochschulselbstverwaltung leitete er das Praktikantenamt für den Studiengang Bauingenieurwesen, zudem war er Fremdsprachenbeauftragter an der Hochschule Biberach.
Riediger hat rund 20 Jahre Erfahrungen im Tief- und Hochbau: Von der Alltagsabwicklung einer Baustelle bis hin zur Leitung von Rationalisierungsprojekten und der Mitwirkung bei der Entwicklung neuer Baumaschinen.
Seit dem Wintersemester 09/10 ist Hans-Georg Riediger Pensionist. Er zog in die bundesdeutsche Hauptstadt Berlin, wo er u. a. Beirat im Verein „Poeten vom Müggelsee“ ist.

## Schriften
- Methodische Voraussetzungen für die Erarbeitung von Arbeitshilfen zur prospektiven Arbeitsgestaltung in konstruktiven und technologischen Entwicklungsprozessen, Dissertation, Technische Hochschule Leipzig, 1988